# Арт-колледж 1994
«Арт-колледж 1994» — анимационный фильм китайского режиссёра Лю Цзяня, премьера которого состоялась на 73-м Берлинском кинофестивале в феврале 2023 года.

## Сюжет
Фильм рассказывает о китайских студентах 1990-х годов.

## Премьера и восприятие
Премьера состоялась на 73-м Берлинском кинофестивале 23 февраля 2023 года. Фильм был включён в основную программу и претендовал на Золотого медведя.